# ロンタイBABY
『ロンタイBABY』（ロンタイベイビー）は、高口里純による日本の漫画作品、およびそれを原作としたオリジナルビデオである。
1974年の栃木県宇都宮市（作品内名は二ノ宮市）を舞台とする。
続編に『ロンタイBABY プレイバック』がある。
2011年1月27日より、新作の『ロンタイBABY 喧嘩上等1974』が携帯コミックサイトに完全描きおろし連載として開始された。

## 概要
講談社の雑誌『mimi』に1988年より連載された。「ロンタイ」とは、校則違反のロングでタイトなスカートの意。つまり当時のスケ番の典型的な変形学生服（ツッパリファッション）である。
雑誌リニューアルにともない、雑誌での人気低迷から雑誌連載形態での発表ではなくなった。しかしコミックスの売り上げが多かったため、コミックス描き下ろし形態での発表となり、1994年から1996年にかけて13巻から15巻まで刊行される。しかしトラブルにより刊行が中止され、ストーリーは完結していない。
コミックス描き下ろし形態での刊行を中止して間もなく、角川書店の雑誌『ヤングロゼ』にて、『ロンタイBABY プレイバック』として新シリーズが連載される。しかし雑誌の廃刊により、このシリーズも完結していない。
コミックスは講談社KC mimiより全15巻、文庫版は角川書店コミック版高口里純文庫より全8巻と、『ロンタイBABY プレイバック』全1巻が刊行されている。その後、2002年に講談社より『ロンタイBABY』『ロンタイBABY プレイバック』を収録したKC Kiss DELUXEが全8巻刊行された。

## 主な登場人物

### 主人公とその関係者
万年 久子（まんねん ひさこ）
この物語の主人公。通称・チャコ。清尊女子高校（略して清女（きよじょ））商業科2年生。
中学時代は、「歩く火の玉」と称されるほどの武闘派だった。兄は早学3年生・万年久信。
蜂屋 間由子（はちや まゆこ）
この物語の主人公。通称・マコ。清尊女子高校商業科2年生。
久子同様、中学時代は名の通るヤンキーだった。
姉は暴走族・『舞舞（まいまい）』の初代総長・蜂屋厚子。
妹は姉たちと同じ陽成中生徒・蜂屋紀子。
二神堂 緋郎（にかみどう ひろう）
久子とは中学時代の同級生で、現在は早学2年に在籍。
久信が総長を務める暴走族・『美ＡＮ火（ビアンカ）』のナンバー2。
中学時代から遊び人として知られ、久子たちのクラスメートや隣に住む年上の幼馴染・綾子などと関係がある。
織田 鉄美（おだ てつみ）
高工（たかこう）に通う、高校1年生。たまたま別の用事で高工の門にいた、間由子に一目ぼれ。
一途に間由子を想い続け、ついに交際開始。サッカー部に所属している。　
蜂屋 厚子（はちや あつこ）
間由子の長姉。足を洗った現在は商社でＯＬとして働いているが、
社会人になった現在でも初代総長としての影響力は未だに健在である。　
時には久子と間由子が巻き込まれた抗争の後始末にも駆り出されるほど。彼氏あり。
万年 久信（まんねん ひさのぶ）
久子の兄。『舞舞（まいまい）』を抜けて、
暴走族・『美ＡＮ火（ビアンカ）』を結成。抗争を繰り広げている。
『舞舞（まいまい）』の特攻隊長だった、時庭のぶお（後述）とは稲見すみえを巡って争っていた。
実は密かに厚子に想いを寄せている。久子たちの１学年下の益美とつきあっている。

### 清尊女子高校の関係者
田崎 和子 （たさき かずこ）
清女の３年。久子とは同じ中学で、久信とはタメ。
清女では顔役的存在であり、久子と間由子が唯一素直になれる先輩。
中学時代に緋郎と別れ、荒れていた久子に間由子を紹介。2人が清女に入学するきっかけとなった。
安納 勝子 （あんのう かつこ）
清女の３年。田崎同様、清女の顔役的存在で「武闘派」として知られている。
時には久子・間由子と対立することも。
宇賀神 政江 （うがじん まさえ）
清女の３年。清女生徒が登下校に利用する、最寄の国鉄駅構内・西口側女子カトレア番を務める。
２年生の時は、安納とカトレア（通称・駅組）番を争っていた。
３年顔役の中では一番冷静で、カトレア抗争編では久子・間由子に番格（用心棒）として加わるよう頼むが、断られた。
それに対し激怒する駅組ナンバー2・英子を制止し、「無理強いするんじゃないよ。」と告げる、度量の大きさを持ち合わせている。
菊池 （きくち）
久子・間由子のクラスメートで、普通の子。
一時期、クラスメートの一人・信夫が２人に憧れてロンタイ姿で登校するようになり、その挙句校内にタバコの持ち込みがバレて家出したことから、久子たちに抗議する場面がある。
修学旅行編では、久子・間由子と同じ班になり彼女たちが無断外出して、「万年さんと蜂屋さんはー？」と心配している。
毛利 （もうり）
久子・間由子と同じ２年生で、駅組の一人。ぽってり唇と巨乳が自慢。
カトレア抗争編では、自宅近くでミナトの駅組に奇襲をかけられ、負傷する。
菅 澄代 （かん すみよ）
清女の卒業生。在学中から、性格が過激な事で知られていた。通称・「スン」。
在学中から「コレとつきあっていた」（清女３年談）。
カトレア抗争編では、桜美女子高（通称・ビジョコー）の駅組と争った、久子を制裁。のちに、お礼参りされた。
裏門破り編では、在学中に11校の学校生徒から校章を奪う記録を保持していることが明らかに。
稲見 愛子 （いなみ あいこ）
時庭のぶお（後述）の亡くなった恋人・すみえの妹で、清女の普通科2年生。姉の生前からずっとのぶおに思いを寄せており、間由子を敵視している。厚子から、かつて彼女が総長だった頃に着ていた黒の陣兵衛をもらい、のちにレディースを結成。その後。『舞舞（まいまい）』の2代目総長に就任。
だが、のぶおを巡って間由子と争った末に、道路に飛び出して車に撥ねられそうになり、それをかばったのぶおが事故死。その事で間由子に責められ、挙句に自殺未遂。『舞舞』・『美AN火』合同の族葬で、謝罪。間由子に「ずっと、のぶお命さ。」と告げる。

### その他
板倉 静枝 （いたくら しずえ）
桜美女子高（通称・ビジョコー）2年生。カトレア番。カミソリを武器にしている。
彼氏あり。久子・間由子とは対立していたが、いつの間にか2人のペースに巻き込まれている。
綿引 （わたびき）
湊女子高（通称・ミナト）の番長で、カトレア番も兼務。久子・間由子とは、事あるごとに対立している。
又市 美鈴 （またいち みすず）
魁女子高（通称・ト女高）3年生。体格が大きい事から、近隣の生徒達からは、「魁の怪物」と呼ばれている。大好物は『きのこの山』。
風貌に似合わず、乙女チックな一面を持ち合わせており、「レズを見るのが好き」という理由で、ト女高の寮生である。
時庭 のぶお （ときにわ のぶお）
『舞舞』の元メンバーで、かつては特攻隊長を務めていた。かつて、久信と稲見すみえを巡って争っていたが、自らの運転する車が事故を起こし、その結果。すみえを死に至らしめてしまう。罪悪感に苛まれ、自暴自棄になっていた頃に間由子と交際するように。
その後間由子とは別れて県外に住んでいたが、ひょっこりと戻って来た事から間由子との関係が復活し、鉄美と三角関係になる。のちに間由子と稲見愛子（前述）との争いに巻き込まれ、交通事故死。

## 書誌情報
新装版、高口里純『ロンタイBABY』〈講談社・KC Kiss DELAX〉全8巻
1. 2002年8月発売、ISBN 4-06-334585-8
2. 2002年8月発売、ISBN 4-06-334586-6
3. 2002年8月発売、ISBN 4-06-334587-4
4. 2002年9月発売、ISBN 4-06-334593-9
5. 2002年9月発売、ISBN 4-06-334594-7
6. 2002年9月発売、ISBN 4-06-334595-5
7. 2002年10月11日発売、ISBN 4-06-334610-2
8. 2002年10月11日発売、ISBN 4-06-334611-0

## 『ロンタイBABY プレイバック』
『ロンタイBABY プレイバック』（ロンタイベイビー プレイバック）は高口里純による日本の漫画作品である。
講談社KC mimiからのコミックス描き下ろし刊行を中止し、『ロンタイBABY』の新シリーズを角川書店『ヤングロゼ』にて、雑誌が休刊する1997年8月号まで連載した。しかし『ヤングロゼ』が休刊したため未完結となった。レーベルはヤングロゼコミックスからは刊行されず、始めからコミック文庫としてコミック版高口里純文庫より刊行された。
2002年に、講談社より新装版として刊行された『ロンタイBABY』KC Kiss DELAX版に同時収録された。
『ヤングロゼ』では『少年濡れやすく恋成りがたし』との同時連載となった。

### 書誌情報 (プレイバック)
高口里純『ロンタイBABY プレイバック』〈角川書店・コミック版高口里純文庫〉全1巻
- 1997年12月9日発売[1]、ISBN 4-04-921058-4

## 『ロンタイBABY 喧嘩上等1974』
『ロンタイBABY 喧嘩上等1974』（ロンタイベイビー けんかじょうとう）は高口里純による日本の漫画作品である。
2011年1月27日より携帯コミックサイトに描きおろし連載が始められ、双葉社、ジュールコミックスにてコミックス化。
『ロンタイBABY』、『ロンタイBABY プレイバック』の物語を下敷きとした新シリーズである。

### 書誌情報 (喧嘩上等1974)
高口里純『ロンタイBABY 喧嘩上等1974』〈双葉社・ジュールコミックス〉全4巻
1. 2011年9月17日発売[2]、ISBN 978-4-575-33460-9
2. 2012年3月17日発売[3]、ISBN 978-4-575-33474-6
3. 2012年10月17日発売[4]、ISBN 978-4-575-33493-7
4. 2013年3月15日発売[5]、ISBN 978-4-575-33508-8

## オリジナルビデオ
1997年1月3日にリリース。上映時間78分。

### スタッフ
- 監督：花堂純次
- 原作：高口里純
- 脚本：古庄淳
- 撮影：菊池亘
- 音楽：塚山エリコ
- アクションコーディネーター：髙橋伸稔
- スタント&アクション：倉田プロモーション
- 音楽協力：日本コロムビア
- 企画：滝口雍昭、円谷粲
- プロデュース：甲斐真樹、今井朝幸、藤井恭
- 製作：タキコーポレーション、円谷映像

### 出演
- チャコ：岡田理江
- マコ：稲田千花
- お菊：桜井亜弓
- 高橋里香
- 立河宜子
- 北村康
- 原嶋鋒二
- 那須正成
- 中川智史
- 永嶋美佐子
- 小原正子

ほか

### 歌
オープニングテーマ
「プッツン」
作詞：阿木燿子、作曲：宇崎竜童、編曲：川崎真弘、歌手：岩永雅子
挿入歌
「そんでもって・ブギ」
作詞：高口里純、作曲：宇崎竜童、編曲：川崎真弘、歌手：前田達也
エンディングテーマ
「あなたがあなたなら」
作詞：阿木燿子、作曲：宇崎竜童、編曲：川崎真弘、歌手：前田達也

### 関連商品
- ビデオ（1997年1月3日発売）
- シングルCD（1996年11月21日発売）
- サントラCD（1996年12月21日発売）